# 曾省权
曾省权（1953年11月—），男，汉族，四川蒲江人，中华人民共和国政治人物。四川师范学院中文专业毕业。

## 生平
1971年11月参加工作，历任四川省蒲江县西崃公社农技员、专职团委副书记、机关党支部委员。1971年12月加入中国共产党。
1974年11月，在四川师范学院中文系中文专业学习。1976年8月，历任四川师范学院中文系年级辅导员、学生工作组长、党总支委员、办公室负责人、系主任助理。
1984年10月，历任中共四川省纪委办公室秘书、四川省委办公厅秘书、副处级秘书、人事处副处长、人事处处长。
1996年8月，历任中共内江市委常委、隆昌县委书记、内江市委副书记、内江市市长、内江市委书记。
2004年1月，任中共四川省委副秘书长、办公厅主任。2005年4月，任四川省公安厅厅长、党委书记。2012年1月，任四川省人大常委会党组成员、秘书长、办公厅党组书记。2013年，当选第十二届全国人民代表大会四川地区代表。2013年1月，任四川省人大常委会副主任、秘书长、党组成员、办公厅党组书记。2016年1月，不再担任四川省人大常委会秘书长职务。2017年1月，辞去四川省人大常委会副主任职务。